# Gélimer
Gélimer ou Geilamir est le dernier roi des Vandales et des Alains, de juin 530 à mars 534. 
Il devient dirigeant du royaume vandale après avoir déposé son cousin germain pro-byzantin, Hildéric, qui a irrité la noblesse vandale en se convertissant au catholicisme, car la plupart des Vandales à cette époque sont farouchement dévoués à l'arianisme, et ce malgré les protestations de l'empereur byzantin Justinien. 
En juin 533, Justinien envoie un corps expéditionnaire commandé par Bélisaire pour restaurer Hildéric sur le trône vandale. Le 5 septembre 533, à la suite d'erreurs tactiques de commandants vandales, les Byzantins commandés par Bélisaire débarquent à Carthage et battent l’armée de Gélimer à l'Ad Decimum, près de Carthage, puis occupent la ville. 
Gélimer est ensuite vaincu de façon décisive le 15 décembre 533 à Tricaméron. Il s'enfuit dans une montagne à la frontière de la Numidie, le Mons Pappua. Mis sous blocus, il est contraint de se rendre en mars 534. Le royaume vandale est détruit et l'autorité romaine revient partiellement en Afrique. Après sa défaite, Gélimer est envoyé à Constantinople et Justinien lui offre un domaine en Galatie.

## Biographie
Gélimer est le fils du prince Gélarith, un membre de la famille royale vandale des Hasdings, et le petit-fils du prince Gento, fils du roi Genséric. Il est à la cour d'Hildéric, un de ses cousins, qui est devenu le roi des Vandales et des Alains en 523. Ce dernier mène une politique de rapprochement avec l'Église catholique et surtout Byzance, où il a passé près de 40 années. Cette politique pro-catholique lui attire l'opposition de l'aristocratie vandale, arienne. En juin 530, il subit un revers assez sérieux face à un groupe de berbères en Byzacène (actuelle Tunisie centrale) menés par Antalas. Gélimer profite de la situation pour conspirer contre lui. Il engage une armée vandale et le renverse dans la septième année de son règne. Hildéric est emprisonné avec ses deux neveux Hoamer et Évagès et Gélimer rompt avec Byzance.
L'empereur byzantin Justinien envoie des ambassadeurs en Afrique, demandant à Gélimer de conserver Hildéric sur le trône vandale, mais Gélimer renvoie les ambassadeurs, sans leur donner de réponse, fait crever les yeux d'Hoamer, et resserre dans une prison plus étroite Hildéric et Évagès, sous prétexte qu'ils prévoyaient de s'enfuir à Constantinople. Justinien, apprenant ces actions, lui envoie une nouvelle ambassade, lui sommant de renvoyer Hildéric à Constantinople et ses deux frères, sinon il le menace d'une guerre. Gélimer répond à Justinien que le sort d'Hildéric relève des affaires internes à son royaume. Furieux de cette réponse, l'empereur byzantin conclut rapidement sa guerre avec les Sassanides et entre bientôt en guerre contre Gélimer, ostensiblement pour restaurer Hildéric sur le trône.
En juin 533, Justinien envoie une force expéditionnaire commandée par Bélisaire. Pendant ce temps, un citoyen de Tripoli nommé Pudentius, fait soulever cette ville contre les Vandales, et, avec des secours de Justinien, s'empare de la province de Tripolitaine et la soumet à l'Empire. Gélimer s'apprête à mater la révolte, mais choisit finalement de l'ignorer temporairement, car en Sardaigne, qui fait partie du domaine vandale, le gouverneur Godas, un Goth, se révolte, et commence à traiter comme un souverain indépendant avec Justinien, lui demandant des secours pour maintenir son indépendance des Vandales. En réponse, Gélimer envoie 5 000 de ses meilleurs soldats, 120 vaisseaux légers, sous le commandement de son frère Tzazo, pour écraser la rébellion.
Le 3 septembre, Bélisaire débarque à Caput Vada, sur la côte Est de l'actuelle Tunisie, à 240 kilomètres au sud de Carthage, sans avoir fait face à une force d'opposition. Gélimer ne soupçonne aucun débarquement byzantin et se repose à Hermione, en Byzacène. L'armée byzantine progresse rapidement en direction du nord, le long de la route côtière.
Le 5 septembre, Gélimer apprend le débarquement et la progression des Byzantins et en informe immédiatement son frère Ammatas, resté à Carthage. Il lui demande de rassembler les forces situées aux alentours de la capitale pour se tenir prêt à se porter sur l'Ad Decimum, un défilé étroit dans la banlieue de Carthage et d'exécuter Hildéric et sa famille. Gélimer doit composer sans ses meilleurs hommes, partis avec Tzazo. Pendant ce temps, il marche derrière l'armée byzantine et détache son neveu Gibamond avec 2 000 hommes, et lui ordonne de se porter en avant sur la gauche. Par cette manœuvre il espère envelopper les Romains, qui auraient Ammatas devant eux, Gibamond à leur gauche, et derrière eux Gélimer avec le gros de l'armée

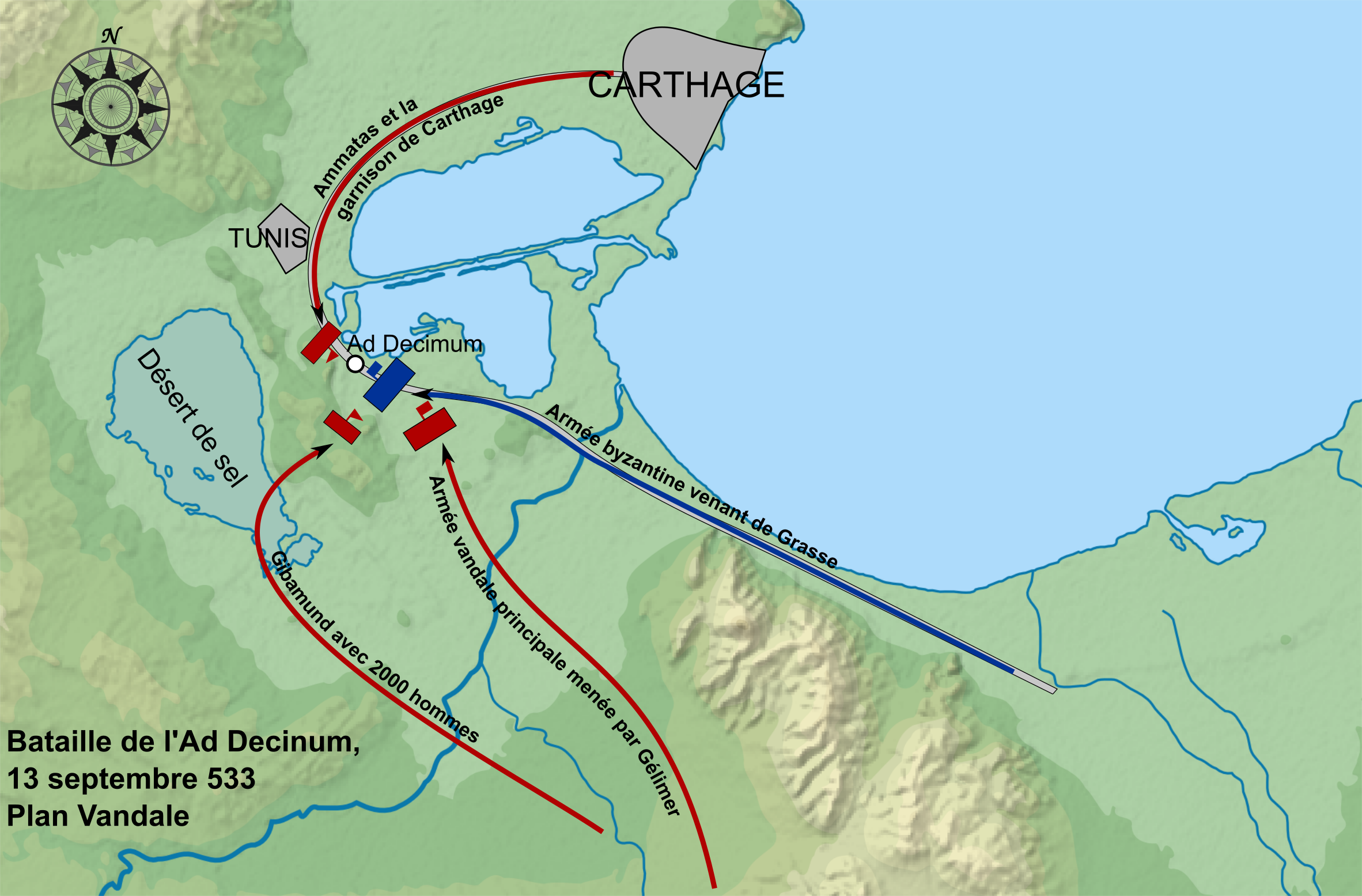
Plan conçu par Gélimer pour vaincre les Byzantins à l'Ad Decimum.

Dans la matinée du 13 septembre, l'armée byzantine s'approche de l'Ad Decimum. Ammatas arrive trop tôt sur le défilé et est tué par les hommes de Jean l'Arménien alors que celui ci procède à une reconnaissance. Peu après, des archers montés massagètes fédérés interceptent la force de Gibamond et la défont aisément. Gélimer n'a pas conscience de ces revers. Il poursuit sa progression et met en déroute les premiers éléments byzantins qu'il rencontre à l'Ad Decimum, le corps de Massagètes ayant défait Gibamond et les gardes de Bélisaire. La victoire est alors encore possible pour les Vandales qui poursuivent les fuyards, mais Gélimer, parvenu à la position d'Ammatas découvre le corps inerte de son frère tué plus tôt dans la journée. Bouleversé, il se détourne de la bataille en cours et ses hommes baissent leur garde pendant qu'il enterre son frère sur le champ de bataille, sans donner d'ordre à l'armée. 
Profitant du répit et de sa supériorité numérique, Bélisaire regroupe ses hommes avec sa principale force de cavalerie, au sud de l'Ad Decimum, et lance une contre-attaque qui repousse et bat les Vandales désorganisés. La bataille de l'Ad Decimum se termine par la victoire des Byzantins et la route de Carthage leur est désormais ouverte. Gélimer et les restes de son armée prennent la direction de Bulla Regia. Le matin du 15 septembre, Carthage est prise sans combat par Bélisaire.
Au cours des semaines suivantes, Bélisaire restaure les remparts de Carthage, et Gélimer s'assure de la loyauté de la population romaine locale par le versement d'argent et offre des récompenses aux paysans romains pour chaque tête de soldat byzantin qu'ils peuvent rapporter. Il envoie des messagers à Tzazo pour lui demander de revenir de Sardaigne avec des renforts et le prévenir de la situation. Pendant ce temps, il rassemble à Bulla Regia tous les Vandales qui ont fui la bataille et les Berbères locaux qu'il peut rallier à sa cause.
Dès que Tzazo reçoit le message de son frère, il quitte la Sardaigne et rejoint après trois jours de navigation l'Hippi Promontorium (l'actuelle Ras-el-Hamrah), près d'Hippone, pour retrouver Gélimer à Bulla Regia. Le 10 décembre 533, après avoir réuni les Vandales, Gélimer marche sur Carthage avec son armée. Arrivés près de la ville, ils coupent l'aqueduc d'alimentation en eau et restent campés pendant quelque temps avant de se retirer, voyant que les Byzantins se tenaient renfermés dans leurs murailles.
Ils se divisent en plusieurs corps et occupent toutes les routes afin de couper le ravitaillement. D'après l'historien byzantin Procope de Césarée, Gélimer espère également qu'il y aura une trahison de la part de la population de Carthage et des soldats de Bélisaire qui suivent la doctrine d'Arius. Il envoie aussi des espions dans la ville pour saper la loyauté des habitants envers l'armée impériale et pour négocier le ralliement des fédérés massagètes.
Néanmoins, Bélisaire s'assure de la loyauté de la population et de son armée et complète la réparation des murailles. Le 15 décembre, il décide d'affronter Gélimer et sort de la cité en direction du camp vandale situé à Tricaméron, à 40 km au sud-ouest de Carthage. Les deux armées passent la nuit à se regarder. Le lendemain, Gélimer ordonne aux Vandales de rassembler au milieu du camp, bien que non-fortifié, les femmes, les enfants, et tout le bagage. Ensuite ayant rassemblé ses soldats, il leur fait un discours pour les encourager à bien combattre, tandis que, non loin du camp, Tzazo exhorte de son côté les Vandales qu'il a ramenés de Sardaigne.
À midi, Gélimer et Tzazo conduisent leurs troupes contre les Byzantins et se rangent en bataille à quelque distance du bord d'un ruisseau. Gélimer prend les dispositions suivantes pour son armée : au centre Tzazon avec la bannière royale, les troupes d’élites et des hommes des milices urbaines, sur les ailes sont flanqués les chiliarques, et enfin derrière l'armée, se tient un corps de réserve berbère. Les Byzantins s'avancent vers l'autre bord du ruisseau, et se disposent pour le combat. Gélimer interdit la lance et le javelot à ses soldats, et leur ordonne de ne se servir que de leurs épées.
Les deux armées sont depuis longtemps en présence, lorsque Jean l'Arménien, passe le ruisseau avec quelques cavaliers d'élite, et charge le centre des Vandales. Repoussé et poursuivi ensuite par Tzazon, il se replie sur son corps d'armée. Jean, à la tête d'un plus grand nombre de gardes de Bélisaire, fait une seconde charge contre Tzazo ; il est encore repoussé, et se replie de nouveau sur l'armée byzantine. Saisissant la bannière impériale, il entraîne à sa suite toute la garde de Bélisaire, charge les Vandales pour la troisième fois. Les Vandales avec leurs seules épées soutiennent vigoureusement le choc, et la mêlée devient terrible. Les Vandales subissent d'importantes pertes, et parmi elles, Tzazo, frère de Gélimer. Alors toute l'armée byzantine passe le ruisseau, et fond sur l'ennemi. Le centre ayant commencé à plier, tous les Vandales lâchent pied, et sont mis facilement en déroute par les corps qui leur étaient opposés. Les Vandales rentrent dans leur camp. Les Byzantins, n'espérant pas les y forcer, dépouillent les morts, et retournent dans leurs retranchements.
Le soir, Bélisaire se porte sur le camp des Vandales. Gélimer, instruit de l'approche de l'armée byzantine, s'enfuit à l'ouest vers la Numidie avec quelques membres de sa famille et serviteurs, sans laisser aucun ordre aux Vandales sur place. Ces derniers seront massacrés et réduits en esclavage par les Byzantins lors de la prise du camp.
Un détachement byzantin de 200 cavaliers conduit par Jean l'Arménien se lance à la poursuite de Gélimer en fuite durant cinq jours et cinq nuits. Le général byzantin est tout proche de Gélimer quand il périt lors d'un accident qui interrompt la poursuite. Bélisaire reprend la poursuite à sa place, et Gélimer s'enfuit d'abord à Hippone, puis dans la ville de Medeus dans les monts Pappua, que les historiens Christian Courtois, Ludwig Markus et Henri Fournel ont identifié avec l'Edough,. Là, il peut compter sur le soutien des tribus berbères locales, « amis et alliés de Gélimer ».
Arrivé à Hippone en hiver, Bélisaire reconnaît l'impossibilité de s'emparer de cette forteresse naturelle, et choisit de laisser quelques troupes d'élite, sous le général Pharas, d'origine hérule, avec pour ordre de bloquer étroitement la montagne.
Alors que ce blocus s'éternise durant l'hiver, Pharas tente deux assauts sur le mont qui sont repoussés par les Berbères. À partir de ce moment, il se contente de continuer le blocus, sans tenter d'assaut. Malgré ces succès, la situation de Gélimer est désespérée car le manque de vivres commence à se faire sentir. Pharas lui envoie des messages l'appelant à la reddition et promet d'épargner la vie de ses partisans. Selon Procope, quand il est convoqué à la reddition, Gélimer a demandé à Pharas de lui envoyer une miche de pain, une éponge et une lyre pour rendre plus supportables les mois d'hiver.
Finalement, en mars 534, avec ses partisans et leurs enfants affamés, et réalisant qu'il n'avait aucune chance de regagner son royaume, Gélimer finit par céder et accepte de se rendre à Bélisaire après avoir reçu des garanties de vie sauve. Il est emprisonné à Carthage puis est convoyé à Constantinople où il est paradé. L'empereur Justinien et l'impératrice Théodora lui offrent de vastes domaines en Galatie, où il lui est permis de se retirer avec ses parents, mais il n'est pas élevé au titre de patrice, car il refuse d'abjurer l'arianisme.  Selon Procope, quand Gélimer est entré dans le cirque pendant le triomphe de Justinien, qu'il vit l'empereur assis sur un trône élevé, et tout le peuple debout alentour, il aurait crié le verset anecdotique de l'Ecclésiaste : « Vanité des vanités, tout est vanité ».

## Le plat de Gélimer

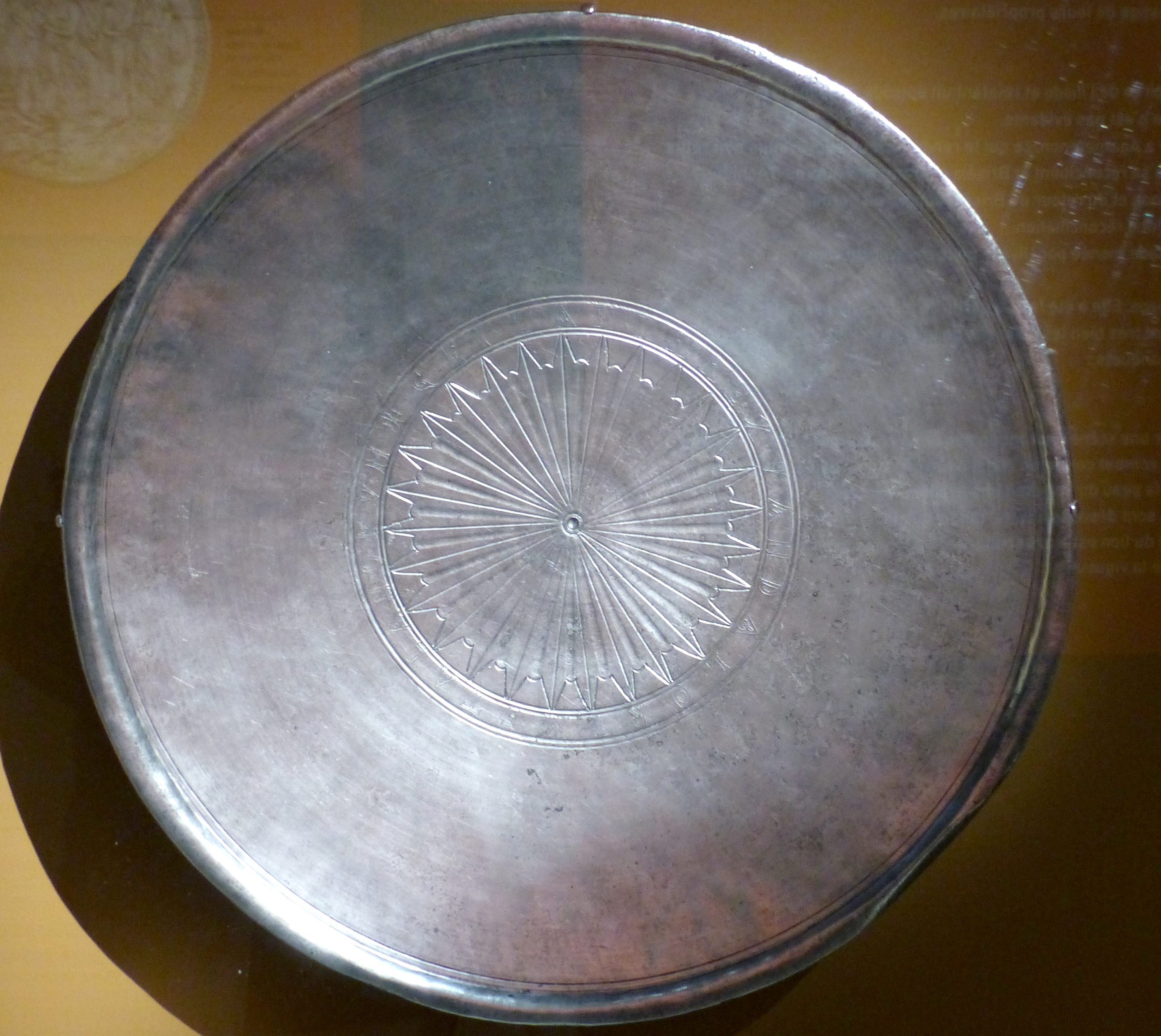
Le plat de Gélimer.

Le plat de Gélimer est un missorium en argent découvert en 1875 à Arten,, un hameau de la commune de Fonzaso, dans le nord-est de l'Italie. Le missorium mesure 50 centimètres de diamètre et pèse plus de 3 kilogrammes ; autour d'une rosace centrale de 22 centimètres de diamètre, on lit l'inscription suivante :
| + GEILAMIR REX VANDALORVM ET ALANORVM |

Nous ne savons pas exactement comment ce plat s'est retrouvé dans un village de Vénétie. Il appartenait peut-être à un soldat byzantin d'origine germanique (hérule, gépide, lombard, etc.) qui avait participé à l'expédition de Bélisaire en Afrique et qui l'avait d'abord ramené dans la région danubienne, puis emporté (ou ses descendants) en Italie, lors de l'invasion lombarde de ce pays en 568.
Le plat de Gélimer est conservé à la Bibliothèque nationale de France avec un autre plat en argent représentant Vénus et Adonis qui fut lui aussi retrouvé à Arten en 1875.

## Référencement